# District de Boquete
Pour les articles homonymes, voir Boquete.
Boquete est un district situé au nord de la province de Chiriquí, dans l'ouest du Panama. Elle a une superficie de 488,4 km2 et une population de 22 435 habitants. Ce district est connu pour avoir un climat tempéré, contrairement à une grande partie du pays, car le district est situé dans la chaîne de montagnes centrales. Sa capitale est la ville de Bajo Boquete.

## Histoire
Selon des études archéologiques, la zone proche du volcan Barú a été le site des premières sociétés agricoles et des premières chefferies, datées entre 300 avant J.-C. et 600 après J.-C. Cependant, dans la zone de la Laguna Boquete, on estime que la nature et les humains interagissent depuis 7 000 avant J.-C.. À Caldera, on trouve plusieurs pétroglyphes qui attestent de la présence d'anciens villages dans la région. Pendant la colonisation espagnole en Amérique, le district de Boquete, ainsi que le reste des Tierras Altas, est presque isolé en raison du caractère topographique de la zone, et sert de refuge aux Indiens Ngöbe du centre du pays et aux Mosquitos de la région des Caraïbes d'Amérique centrale.
Ce n'est qu'à partir de la seconde moitié du XIXe siècle que la région de Boquete a commencé à être colonisée, avec des habitants des districts de Gualaca, Bugaba et David et une petite communauté d'immigrants principalement européens (suisses, yougoslaves, suédois, allemands, anglais, espagnols, italiens) et américains qui ont commencé à cultiver du café, des légumes et du bétail,. Cette immigration a influencé l'esthétique architecturale des maisons du district.
En 1907, la zone se composait de plusieurs hameaux : Lino, Bajo Boquete, Quiel, Bajo de Monos, Los Naranjos, Jaramillo et Palos Bobos (aujourd'hui Palmira) ; et ils faisaient partie du district de David. Cependant, l'éloignement et le manque de communication entre la ville de David et les villes de Boquete ont conduit les habitants de cette zone à demander la création d'un district qui leur soit propre.
Avec la promulgation de la loi 20 du 17 janvier 1911, Boquete a été officiellement établi comme un district de la province de Chiriquí. Comme condition nécessaire pour former le district, le cantin de Caldera et le hameau de El Francés ont été ajoutés.
Au départ, la capitale du district était située dans la ville de Lino, où vivaient la plupart des habitants, et disposait de quelques installations. Cependant, les habitants du district ont demandé le déplacement de la capitale vers la ville de Bajo Boquete, en raison de sa nature topographique et de sa situation centrale dans le district. Bien que ce changement ait été effectué officieusement, il n'est pas devenu effectif avant la promulgation de la loi 103 de 1941.
En 1950, la fête du café a commencé à être célébrée de façon intermittente par la communauté dans le but de mettre en valeur le principal produit agricole du district.
Le 9 avril 1970, une grave inondation a provoqué d'importants dégâts matériels (un habitant sur trois du quartier a été touché) et la mort de huit personnes. Avec cet événement, il a été décidé de suspendre la foire jusqu'à l'année suivante, un processus de récupération rapide a commencé dans la région ; et en 1973, le Festival du café est devenu la Foire de Las Flores et du café.
Jusqu'en 1998, le district comptait trois cantons : Bajo Boquete, Caldera et Palmira. Cette année-là, les cantons d'Alto Boquete, Jaramillo et Los Naranjos ont été créés.

## Géographie

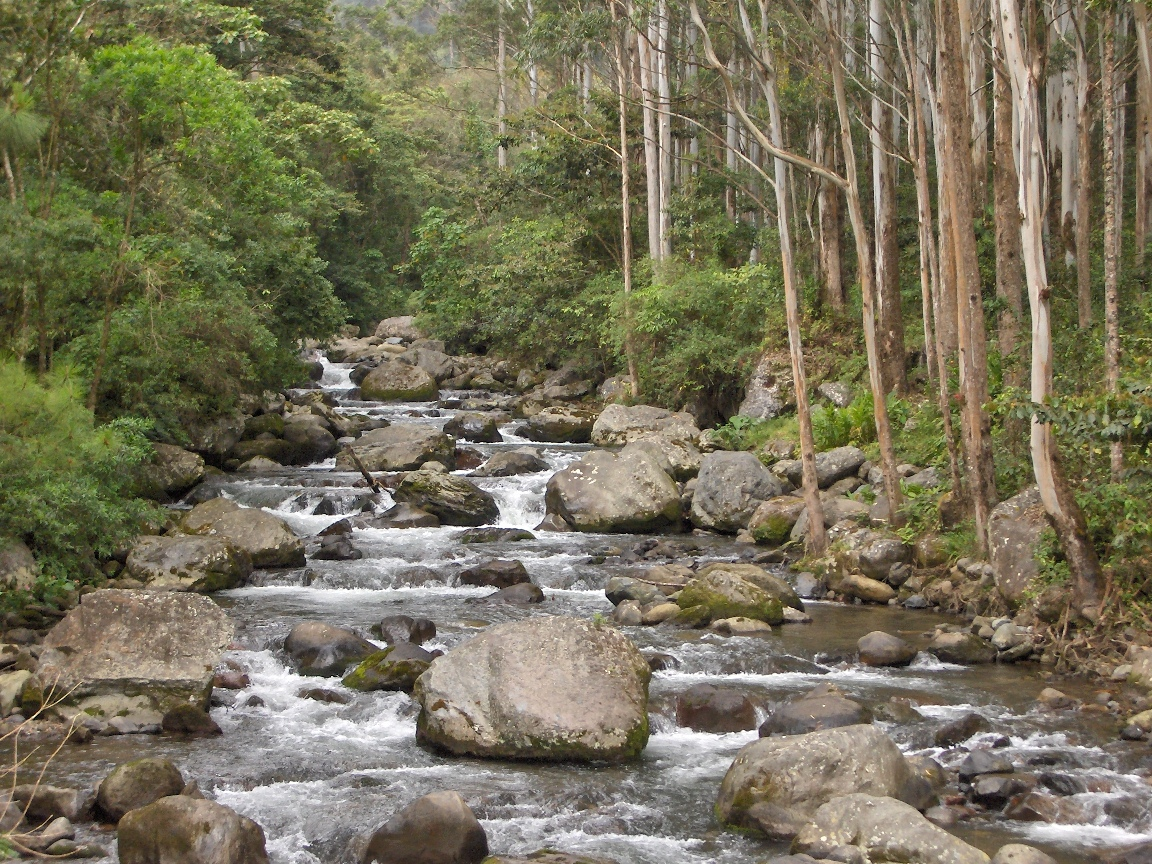
Vue du río Caldera.

Le district de Boquete est situé dans la partie nord de la province de Chiriqui. Il est bordé au nord par les districts de Changuinola et de Chiriqui Grande dans la province de Bocas del Toro, au sud par les districts de Dolega et de David, à l'est par le district de Gualaca et à l'ouest par les districts de Boqueron, Dolega et Tierras Altas.
Une grande partie du district est située sur la chaîne de montagnes de Talamanca, et la moitié nord de son territoire se trouve à une altitude de plus de 800 mètres. Des élévations telles que Cerro Horqueta (2 231 m), Cerro Azul, Cerro Pata de Macho, Cerro Respingo, Cerro La Estrella, entre autres.
De plus, en raison de sa situation et de son origine volcanique, son sol est très fertile et convient à la production de café et de fleurs qui ne peuvent pas pousser dans les terres basses.
Parmi les principales rivières du district figurent le río Chiriquí (qui forme la frontière avec le district de Gualaca) et le río Caldera (affluent du río Chiriqui) qui traverse le district. Parmi les autres rivières du district, citons le río Palo Alto, le río Los Valles, le río Cochea, le río Colga, le río Papayal et le río Agua Blanca.
La capitale du district, Bajo Boquete, est située à 35 km au nord de la ville de David. Cette ville et le reste du district ne sont accessibles que par la route depuis la ville de David et en traversant auparavant le district de Dolega.

## Démographie
La majeure partie de la population du district est concentrée dans les cantons de Los Naranjos (4 930 habitants), Alto Boquete (4 307 habitants) et Bajo Boquete (4 243 habitants), ce dernier étant la capitale du district.
La population se compose de trois groupes principaux : les autochtones Ngöbe des montagnes, qui travaillent principalement dans les plantations de café ; les colons panaméens non autochtones ; et enfin, les immigrants étrangers d'Europe et des États-Unis.

## Culture
Boquete possède également de nombreuses coutumes et traditions telles que la foire aux fleurs et au café9, début janvier, l'une des foires les plus importantes du pays, la foire aux orchidées, en avril, le 3 novembre (défilés pour la séparation du Panama de la Colombie), le 4 novembre (défilés pour la séparation du Panama de la Colombie), le 4 novembre (défilés pour l'indépendance du Panama de la Colombie), le 4 novembre (défilés pour l'indépendance du Panama de la Colombie), et le 4 novembre (défilés pour l'indépendance du Panama de la Colombie), Le 4 novembre (défilés pour le Jour du drapeau), le 28 novembre (défilés pour l'indépendance du Panama vis-à-vis de l'Espagne), le 11 avril (fondation du district de Boquete), la Semaine sainte (procession du Vendredi saint) et la fête de Saint-Jean-Baptiste.

## Tourisme
Le district de Boquete, comme les districts qui composent les Tierras Altas, est une destination majeure pour les touristes à la recherche d'un climat agréable. Dans le quartier, vous trouverez plusieurs hôtels, cabanes et auberges.
L'événement principal du district est la Foire aux Fleurs et au Café, qui est célébrée dans les premières semaines de janvier. Cet événement s'est positionné comme l'une des foires les plus importantes du pays.
L'écotourisme est la principale activité touristique du district. Outre les excursions au sommet du volcan Barú, il existe des randonnées le long du Sendero de los Quetzales, qui relie le district de Boquete à la ville de Volcán, dans le district de Bugaba, qui se trouve de l'autre côté du volcan. Depuis ce sentier, il est possible d'observer certaines espèces d'oiseaux, notamment des quetzals.

## Crédit d'auteurs
- (es) Cet article est partiellement ou en totalité issu de l’article de Wikipédia en espagnol intitulé « Distrito de Boquete » (voir la liste des auteurs).